# Heuchling (Pommelsbrunn)
Heuchling ist ein Gemeindeteil der Gemeinde Pommelsbrunn im Landkreis Nürnberger Land (Mittelfranken, Bayern). Heuchling liegt in der Gemarkung Hubmersberg.

## Lage
Das Dorf liegt an der Straße von Pommelsbrunn nach Bürtel.

## Ortsname
Der Name Heuchling ist ein für baierische Siedlungsorte typischer Name. Im baierischen Salbuch aus der Zeit um 1275 kann man die Ortsbezeichnung Hichenlinge lesen. Daraus wurde  Heichling und am Ende Heuchling.

## Geschichte

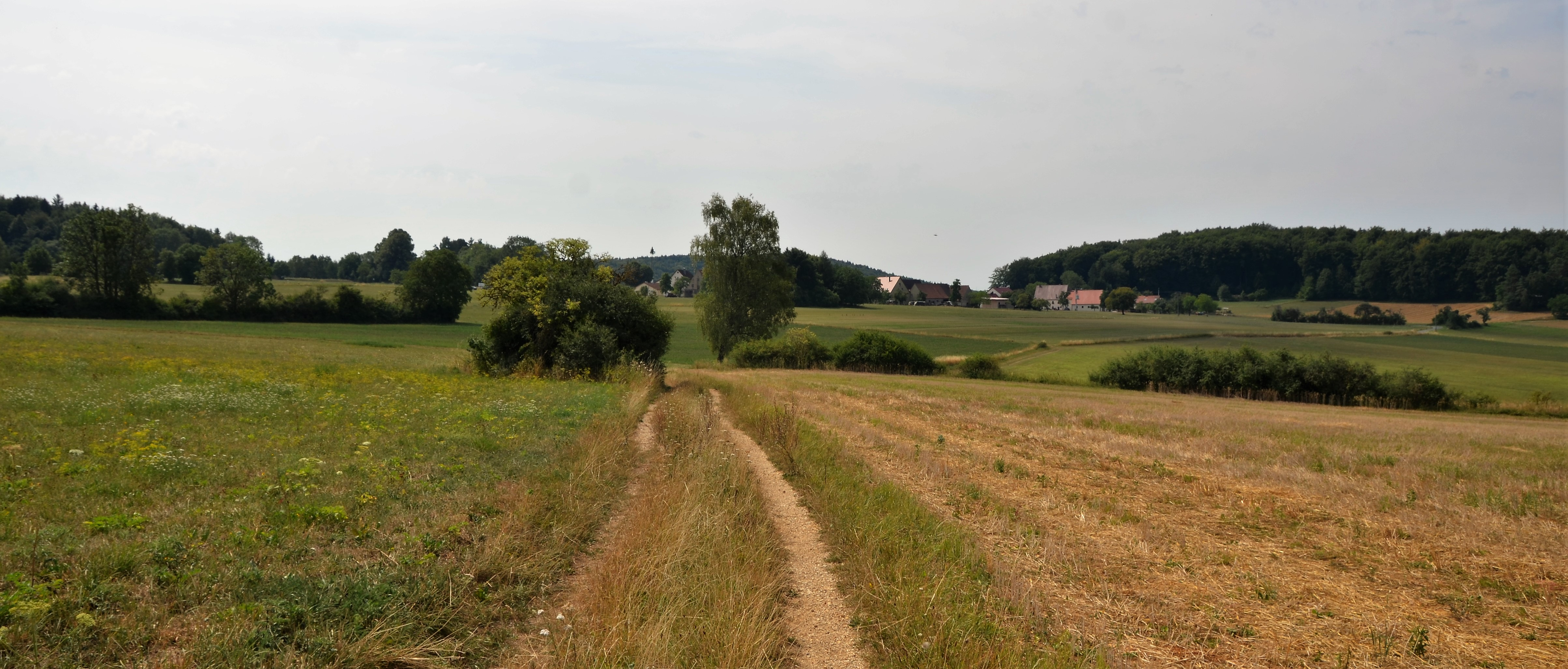
Heuchling, Blick aus nördlicher Richtung (Hegendorf)

Heuchling ist einer der ältesten besiedelten Areale der Gemeinde Pommelsbrunn. In der Fischerhöhle hat man Gefäßstücke, Knochen und ein Gehänge aus Glas- und Bernsteinperlen aus der Bronzezeit (1800–1200 v. Chr.) gefunden. Die ersten Siedler dürften sich in Heuchling vor über 3000 Jahren niedergelassen haben. Dennoch kann der Ort nicht auf eine ununterbrochene Siedlungszeit über diesen langen Zeitraum zurückblicken, da die früheren Siedlungen immer wieder aufgegeben wurden. Eine dauerhafte Besiedlung durch die Baiern und die Entstehung des Ortes dürfte um das Jahr 650 n. Chr. erfolgt sein. Um 1275 gab es in Heuchling sechs Höfe, die im Eigentum des Klosters Bergen bei Neuburg an der Donau standen. Die Vogtei, das heißt die Schutzherrschaft und Gerichtsbarkeit, übte Herzog Ludwig von Baiern aus. Dieser verpfändete am 10. Januar 1314 die Vogtei über die Güter der Äbtissin des Klosters von Bergen in Heuchling an den Ritter Heinrich II. von Lichtenstein für dessen treue Dienste. Dieser residierte auf der über Pommelsbrunn gelegenen Burg Lichtenstein und lag im Streit mit den Nürnbergern, die 1325 seine Burg schleiften; Heinrich II. von Lichtenstein flüchtete nach Heuchling. Nach dem Landshuter Erbfolgekrieg von 1504/05 gehörte Heuchling für drei Jahrhunderte zum Landgebiet der Reichsstadt Nürnberg und wurde in dieser Zeit von dessen Pflegamt Hersbruck verwaltet. Dieses übte sowohl die Hochgerichtsbarkeit, als auch die Dorf- und Gemeindeherrschaft über den Ort aus. Um 1800 bestand Heuchling aus zwölf Häusern mit neun Bauern. Im Jahr 1806 fiel Heuchling zusammen mit der Reichsstadt Nürnberg an das Königreich Bayern. Danach wurde Heuchling ein Bestandteil der Ruralgemeinde Hubmersberg, die im Zuge der Gebietsreform am 1. Januar 1972 in der Gemeinde Pommelsbrunn aufging.